# 케빈 J. 앤더슨
케빈 J. 앤더슨(영어: Kevin J. Anderson, 1962년 3월 27일 ~ )는 미국의 소설가이다.
앤더슨는 작가 브라이언 허버트와의 공동 작업으로 유명하며, 허버트와 함께 허버트의 아버지 프랭크 허버트의 1965년 공상과학 소설인 듄의 여러 속편을 집필했으며 이 모든 작품이 뉴욕타임스 베스트 셀러 목록에 올랐다.